# Eckhard Creutz
Eckhard Creutz (* 14. Juli 1943 in Kühlungsborn) war von 1990 bis 1998 Stadtdirektor von Düren.
Creutz studierte zwischen 1963 und 1967 Jura an den Universitäten Bonn, Köln und München. vom 1. Oktober 1971 bis zum 31. März 1972 war er als Rechtsanwaltsassessor bei einem Rechtsanwalt in Eschweiler tätig. Danach wurde er Leiter des Rechtsamtes der Stadt Stolberg. Am 1. Oktober 1978 wechselte er als Leiter des Rechts- und Versicherungsamtes zur Stadtverwaltung Castrop-Rauxel. Am 1. Mai 1982 ging er dann als Beigeordneter zurück zur Stadt Stolberg. Dann war er vom 1. Februar 1990 bis zum 31. Januar 1998 der letzte Stadtdirektor von Düren.
Nach ihm folgte dann der erste hauptamtliche Bürgermeister nach der Gemeindeordnung von 1994, Josef Vosen.
Creutz praktiziert heute als niedergelassener Rechtsanwalt.